# Анна Софія Прусська
Анна Софія Прусська (нім. Anna Sophie von Preußen; 11 червня 1527 — 6 лютого 1591) — прусська принцеса з династії Гогенцоллернів, донька герцога Пруссії Альбрехта та данської принцеси Доротеї, дружина герцога Мекленбург-Гюстрову, а згодом — Мекленбург-Шверіну, Йоганна Альбрехта I.

## Біографія
Народилась 11 червня 1527 року у Кенігсберзі. Стала первістком в родині герцога Пруссії Альбрехта та його першої дружини Доротеї Данської, з'явившись на світ за одинадцять місяців після їхнього весілля. П'ятеро її молодших братів і сестер померли в ранньому віці.
Батьки мали добрі відносини між собою. Через свою матір Анна Софія отримала ґрунтовні знання в області натуропатії, особливо гінекології. У 1546 році прусські стани виділили принцесі посаг у розмірі 30 тисяч гульденів. 
Втратила матір у 19-річному віці. Через певний час батько узяв другий шлюб із Анною Марією Брауншвейзькою, яка страждала на істеричні припадки. Від цього союзу Анна Софія мала єдинокровну сестру Єлизавету та брата Альбрехта Фрідріха.
У 27-річному віці стала дружиною 29-річного герцога Мекленбург-Гюстрову Йоганна Альбрехта I. Вінчання пройшло 24 лютого 1555 року у Вісмарі. Пара оселилась у місцевому будинку, йменованому Князівський Двір, який було перебудовано в стилі епохи Відродження безпосередньо перед весіллям. У подружжя народилося троє синів.
Чоловік Анна Софії був покровителем науки та мистецтв, мав велику бібліотеку, займався астрономією та картографією, цікавився теологією. У 1556 році він став герцогом Мекленбург-Шверіну, помінявшись із своїм братом Ульріхом. Був вірним союзником свого тестя в імперських і ливонских справах. Кілька разів Альбрехт Прусський безуспішно клопотався про визнання Йоганна Альбрехта наступником у Прусському герцогстві.
Він помер після нетривалої хвороби 12 лютого 1576 року. Анна Софія після його смерті переїхала до своєї удовиної резиденції у Любці. Регентом при їхньому синові став Ульріх Мекленбурзький.
Герцогиня пішла з життя 6 лютого 1591 року. Була похована у крипті Шверінського собору.

## Родина

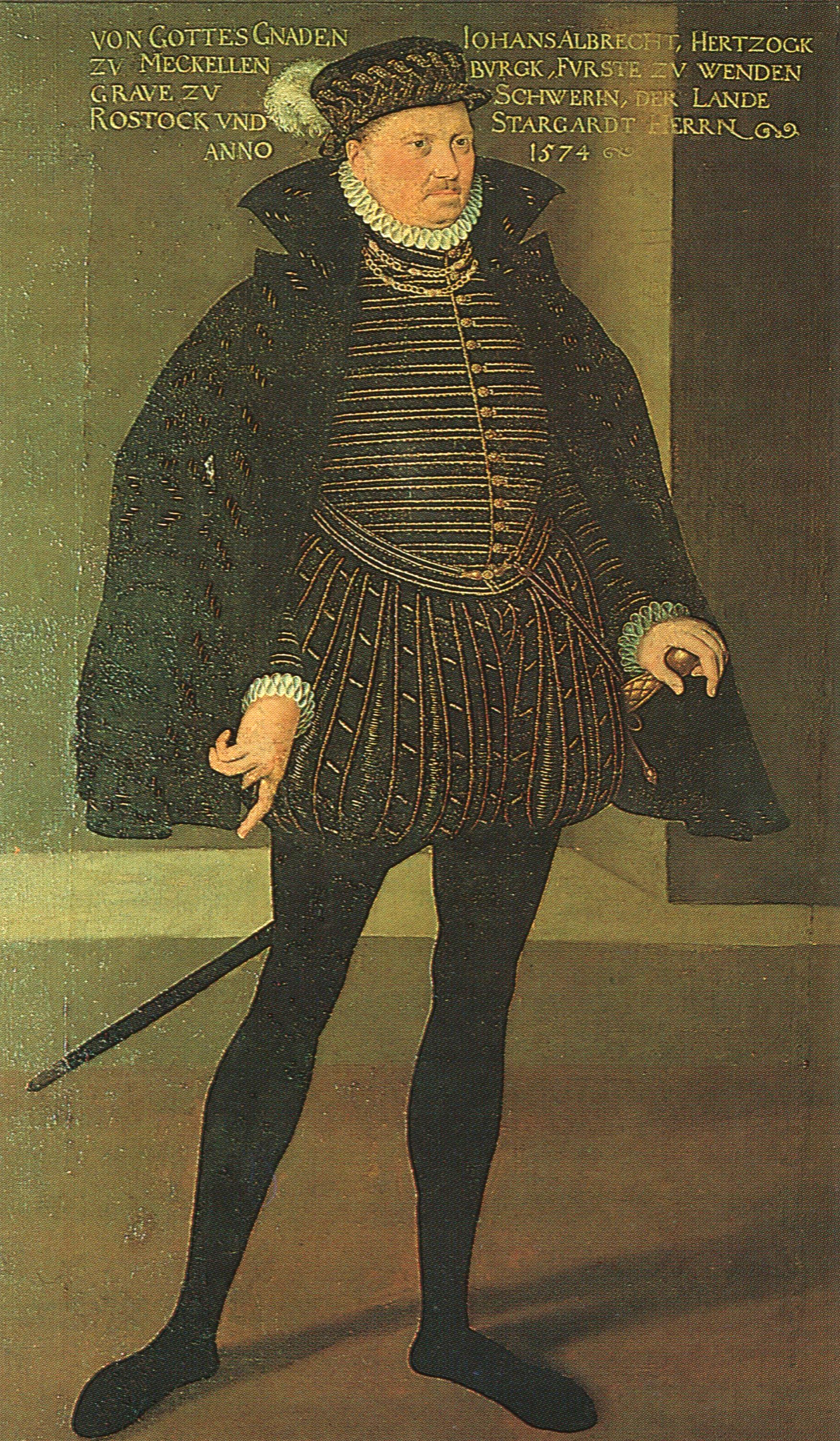
Портрет Йоганна Альбрехта пензля Петера Боекеля

Чоловік — Йоганн Альбрехт I, герцог Мекленбург-Гюстрову
Діти:
- Альбрехт (1556—1561) — прожив 4 роки;
- Йоганн (1558—1592) — герцог Мекленбург-Шверіну у 1576—1592 роках, був одружений із Софією Гольштейн-Готторпською, мав трьох дітей;
- Сигізмунд Август (1560—1600) — був одруженим із Кларою Марією Померанською, дітей не мав.